# کویسلبی
کویسلبی (به سوئدی: Kvissleby) یک منطقه مسکونی تست که در بخش سونسوال شهرستان وسترنورلاند در کشور سوئد واقع شده است. جمعیت کویسلبی در پایان سال ۲۰۱۰ بالغ بر ۲٬۶۱۴ نفر بوده است.